# Пелотон

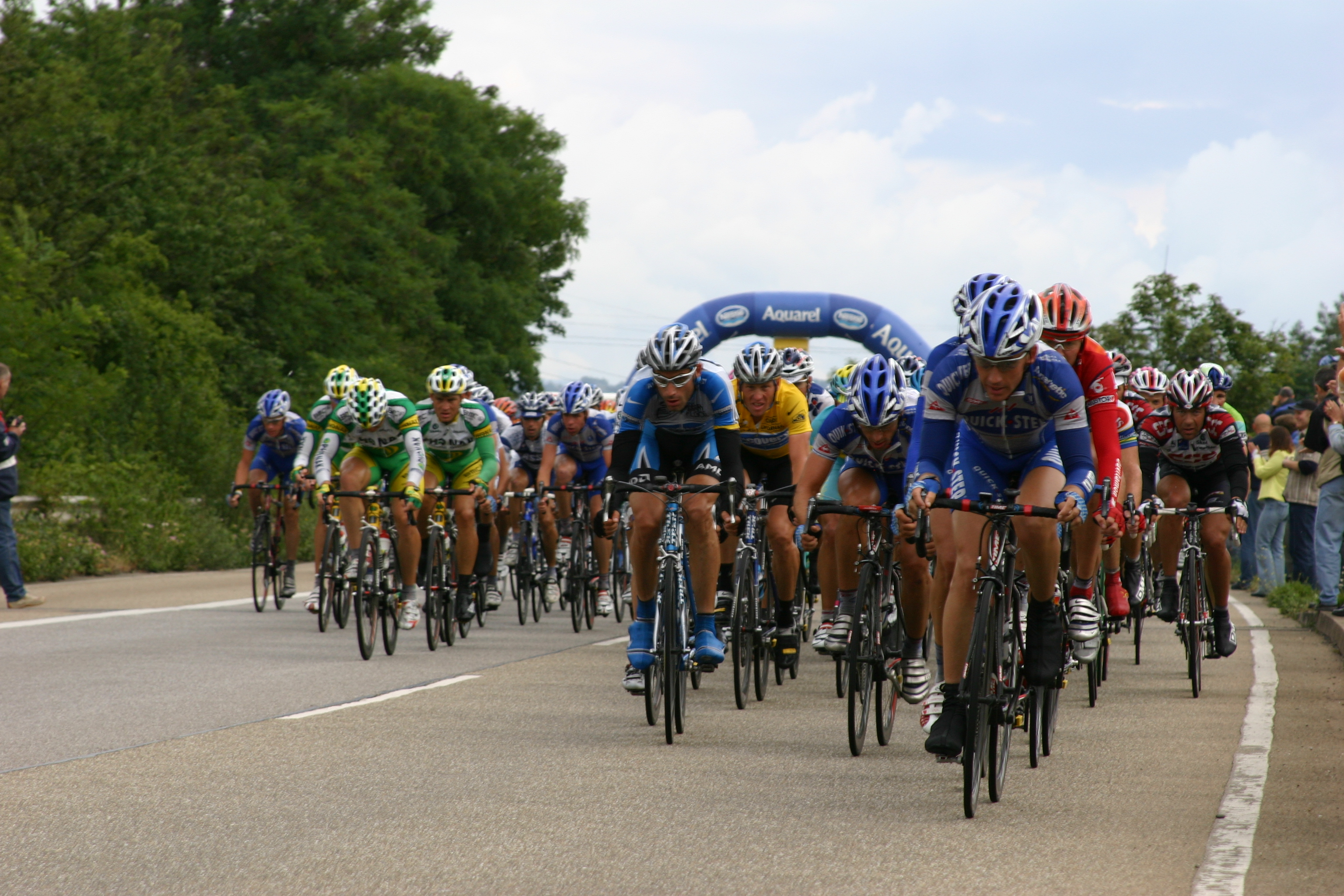
Пелетон на Тур де Франс 2005.

Пелото́н (фр. peloton) — головна група учасників у вело-, мото- і автоспорті. У велоспорті рух в пелотоні дозволяє зберігати енергію для подальшої гонки, бо їзда близько до інших гонщиків (особливо позаду, в зоні завихрення) значно зменшує опір повітря внаслідок зменшення тиску повітря у цій зоні, як для того, хто їде позаду, так і меншою мірою для лідера. В середині правильно розміщеної групи зменшення опору може досягати навіть 40 %. У автоспорті цей ефект називають драфтінгом або сліпстрімом(англ. slipstream).